# Juhann Bégarin
Juhann Mathieu Bégarin (* 7. August 2002 in Les Abymes) ist ein französischer Basketballspieler.

## Laufbahn
Bégarin wuchs auf der französischen Karibikinsel Guadeloupe auf, spielte dort für die Vereine Baie-Mahault BC und ASC Ban-E-Lot. Ab 2017 wurde er im französischen Nachwuchsleistungszentrum INSEP gefördert. Dort blieb er zwei Jahre. Obwohl ihm Angebote vorlagen, in die erste Liga Frankreichs oder an eine Hochschule in den Vereinigten Staaten zu wechseln, entschloss sich Bégarin 2019 zum Wechsel zum Zweitligisten Paris Basketball. Dort wurde der Bruder des Basketballprofis Jessie Bégarin in der Saison 2020/21 Leistungsträger. Zu Bégarins Stärken zählen seine Athletik und das schnelle Umschalten von Verteidigung auf Angriff. 2021 stieg er mit Paris in die höchste französische Spielklasse, Ligue Nationale de Basket, auf.
Die NBA-Mannschaft Boston Celtics sicherte sich 2021 im Draftverfahren die Rechte an dem Franzosen. Zur Saison 2023/24 wechselte Bégarin innerhalb der französischen Liga zu JSF Nanterre. Im Sommer 2024 wurde er vom amtierenden französischen Meister AS Monaco verpflichtet.

### Nationalmannschaft
Als Jugendlicher war Bégarin französischer U16- und U18-Nationalspieler. Im November 2022 kam er zu seinem ersten Einsatz in einem Länderspiel der Herrennationalmannschaft.